# Pacucha (distrito)
O Distrito peruano de Pacucha é um dos dezenove distritos que formam a Província de Andahuaylas, situada no Apurímac, pertencente a Região Apurímac, Peru.

## Transporte
O distrito de Pacucha é servido pela seguinte rodovia:
- AP-100, que liga a cidade de Pacobamba ao distrito de San Jeronimo [2][3][4]